# EPM-Scott
EPM-Scott (código UCI:EPM), é um equipa ciclista colombiana de categoria Continental, patrocinado pela EPM.

## Historial
Foi criado em 1999 com o nome Orbitel e no antigo regime de categorias da UCI esteve na 3ª divisão em 2001 conseguindo a primeira posição na classificação final para essa categoria e em 2ª (2003). Nesses anos estiveram ciclistas como Félix Cárdenas, Hernán Buenahora e Marlon Pérez.
Depois de três anos de amadorismo (2004-2006), com a chegada de UNE voltou a ser uma equipa profissional sendo de categoria Continental segundo o novo regime vigente desde 2005. Para essa temporada foi contratado Santiago Botero que voltou a correr no seu país depois do envolvimento na Operação Puerto.
Desde 2006 tem estado em seu patrocínio, Empresas Públicas de Medellín (EPM) e a sua filial UNE. e após dois anos de outra vez ter-se requalificado amador, a partir da temporada 2010 obteve a categoria Continental. Obteve o terceiro lugar na classificação final do UCI América Tour na temporada de 2009-2010 e foi campeão de dito calendário na edição 2010-2011. Na temporada de 2014 voltou à categoria amador, mas no ano 2015 regressa novamente à categoria Continental onde se mantém atualmente.

## Classificações UCI
A União Ciclista Internacional elaborava o Ranking UCI de classificação dos ciclistas e equipas profissionais.
Desde 1999 até 2004 a UCI estabelecia uma classificação por equipas em que estavam divididos em categorias (primeira, segunda e terceira). A classificação da equipa e o seu ciclista melhor localizado foi a seguinte:
| Ano  | Categoria | Classificação por equipas | Melhor corredor    | Posição |
| 2001 | Terça     | 1º                        | Juan Diego Ramírez | 352º    |
| 2003 | Segunda   | 20º                       | Marlon Pérez       | 501º    |

A partir de 2005 a UCI instaurou os Circuitos Continentais da UCI e a equipa participou durante os anos que tem sido profissional principalmente em carreiras do UCI America Tour. As classificações da equipa e do seu ciclista mais destacado foram as que seguem:

### UCI America Tour
| Temporada | Classificação por equipas | Melhor corredor         | Posição |
| 2006-2007 | 10º                       | Santiago Botero         | 8º      |
| 2007-2008 | requalificado amador      | -                       | -       |
| 2008-2009 | requalificado amador      | -                       | -       |
| 2009-2010 | 3º                        | Juan Pablo Suárez       | 18º     |
| 2010-2011 | 1º                        | Juan Pablo Suárez       | 5º      |
| 2011-2012 | 8º                        | Ramiro Rincón           | 28º     |
| 2012-2013 | 5º                        | Óscar Sevilla           | 9º      |
| 2013-2014 | recalificado amador       | Óscar Sevilla           | 2º      |
| 2015      | 5º                        | Óscar Sevilla           | 5º      |
| 2016      | 12º                       | Jhon Anderson Rodríguez | 93º     |
| 2017      | 31º                       | Juan Pablo Suárez       | 111º    |
| 2018      | 20º                       | Diego Ochoa             | 74º     |
| 2019      | 22º                       | Edwin Carvajal          | 190º    |
| 2020      |                           |                         |         |

### UCI Europe Tour
| Temporada | Classificação por equipas | Melhor corredor         | Posição |
| 2009-2010 | 89º                       | Edward Beltrán          | 385º    |
| 2010-2011 | 58º                       | Juan Pablo Suárez       | 127º    |
| 2011-2012 | 94º                       | Giovanni Báez           | 437º    |
| 2015      | 1222º                     | Óscar Sevilla           | 135º    |
| 2016      | 129º                      | Jhon Anderson Rodríguez | 1259º   |
| 2018      | 145º                      | Daniel Muñoz            | 2079º   |

### UCI Asia Tour
| Temporada | Classificação por equipas | Melhor corredor | Posição |
| 2011-2012 | 36º                       | Giovanni Báez   | 65º     |

## Palmarés
Para anos anteriores, veja-se Palmarés da EPM-Scott

### Palmarés de 2020

#### UCI ProSeries
| Datas | Carreiras | Ganhador |

#### Circuitos Continentais da UCI
| Datas | Circuito | Carreiras | Ganhador |

#### Campeonatos nacionais
| Datas | Carreiras | Ganhador |
|       |           |          |

## Elenco
Para anos anteriores, veja-se Elencos da EPM-Scott

### Elenco de 2020
| Integrantes da equipe 2020 | Integrantes da equipe 2020 | Integrantes da equipe 2020                        | Integrantes da equipe 2020 |
| Ciclista                   | Data de nascimento         | Equipe anterior                                   |                            |
| -------------------------- | -------------------------- | ------------------------------------------------- | -------------------------- |
| Germán Chávez              | 9 março 1995               | Coldeportes-Zenú (2019)                           |                            |
| Eduardo Estrada            | 25 janeiro 1995            | Coldeportes Bicicletas Strongman (2019)           |                            |
| Ángel Alexander Gil        | 25 setembro 1992           | Aguardiente Antioqueño-Lotería de Medellín (2016) |                            |
| Freddy Montaña             | 23 novembro 1982           | Movistar Team América (2016)                      |                            |
| Diego Ochoa                | 5 junho 1993               | EBSA Empresa de Energía Boyacá (2019)             |                            |
| Miguel Ángel Reyes         | 26 maio 1992               | Deprisa (2018)                                    |                            |
| Aldemar Reyes Ortega       | 22 abril 1995              | GW Shimano (2019)                                 |                            |
| Yeison Reyes               | 11 março 1994              | GW Shimano (2019)                                 |                            |
| Jhon Anderson Rodríguez    | 12 outubro 1996            | AV Villas (2018)                                  |                            |
| Juan Pablo Suárez          | 30 maio 1985               | GW Shimano (2019)                                 |                            |
| Nicolás Paredes            | 5 setembro 1992            | Medellín (2020)                                   |                            |
|                            |                            |                                                   |                            |
| Fonte: ProCyclingStats     |                            |                                                   |                            |